# Bibelhumanisme
Bibelhumanisme kalder man den del af den mere generelle renæssance-humanisme ved Middelalderens slutning, som især rettede sig mod studiet af Bibelen ud fra de hebræiske og græske grundtekster og ikke blot  gennem kirkefædrene.

## Ad fontes – Til kilderne
Bibelhumanismen var renæssancens mest typiske udslag nord for Alperne. "Ad fontes", "Til kilderne" var slagordet. Man virkede dog stadig inden for kirken: reformkatolicisme.   En dansk repræsentant er Poul Helgesen (1485–1534), som gives en del af æren for ,at overgangen i Danmark forløb så forholdsvis let, idet han havde uddannet mange af præsterne i den nye liberale ånd fra humanismen nede i Europa. 
Disse humanister i 1400- og 1500-tallet ville overføre Bibelens hebræiske og græske tekster til tidens sprog; også teologerne hilste udtrykket 'Ad Fontes' velkomment.
Denne bevægelse, der skulle fostre talrige personligheder, havde stor andel i den reformation der skulle udgå fra Martin Luther. Ved siden af Luther selv og Philipp Melanchthon hørte også Erasmus af Rotterdam hertil, men han vendte sig dog fra den wittenbergske reformation efter en strid med Luther om den katolske kirke og pavedømmet – Luther kaldte jo paven for Antikrist – og over viljens frihed. Erasmus lagde hovedvægten på den etiske eller moralske side af religionen, hvad der fremgik tydeligt i Enchiridion Militis Christiani (1503) "Håndbog for Kristi stridsmænd". Her skitserede Erasmus idealerne for det normale kristelige levned, hvad han skulle bruge resten af sit liv med at uddybe.
Skønt han kunne se nødvendigheden af en kirkereform, vendte han sig dog imod en sådan, da han anså Luther for en uoverstigelig hindring i forholdet til den romersk-katolske kirke. 
I 1516 offentliggjorde Erasmus en kritisk udgave af det græske Nye Testamente med en latin-oversættelse og anmærkninger. Anden udgave fra 1519 benyttede Luther til sin oversættelse til tysk i 1522.
Det, den humanistiske bevægelse  ville, var at overspringe middelalderens teologiske metafysik, kirkelige institutionalisme, mere eller mindre magisk opfattede sakrementsreligion og dermed også det embede, der efter gammel-katolsk anskuelse garanterede de rette og effektive sakramenter. 

## "De to reformationer"
P.G. Lindhardt taler om "de to reformationer", en humanistisk og en luthersk, og på sit eget spørgsmål om deres betydning, svarer han: 

Spørger man hvilken af "de to reformationer" der med hensyn til historiske virkninger blev mest betydningsfuld, er svaret ikke tvivlsomt: det var så afgjort den humanistiske. Den prægede Vesteuropas reformation endnu dybere og bredere end den lutherske reformation gjorde, og fik dermed til sin tid stor indflydelse i Amerika; og mens den lutherske reformation på alle måder, også geografisk, begrænsedes og blev en måske af og til dyb, men under alle omstændigheder smal strøm, så påvirkede den humanistiske reformation hele Europa, al vesterlandsk kultur, gennemsyrede alt og alle indefra, nedbrød kirkens formynderskab og fjernede de gamle autoriteter.
Det blev ikke Luthers såkaldte to-regimentelære der sejrede, men det humanistiske syn på øvrighedens ene regimente; og den øvrighed som efter "Guds lov" ordner det hele, det verdslige som det kirkelige, har da også i Danmark været ved magten siden 1536 – som regering og folketing – i sidste instans "fyrste" over både samfund og kirke. 

De "to reformationer" er historiske kendsgerninger; den humanistiske peger frem mod nutiden, den lutherske forløb i det væsentligste inden for middalderens sociale og ideologiske rammer, og med hensyn til virkningerne er den første langt mere omfattende end den sidste, selv om man må sige, at de er vævet sammen hos personer, bevægelser og institutioner